# Musée Picasso de Vallauris

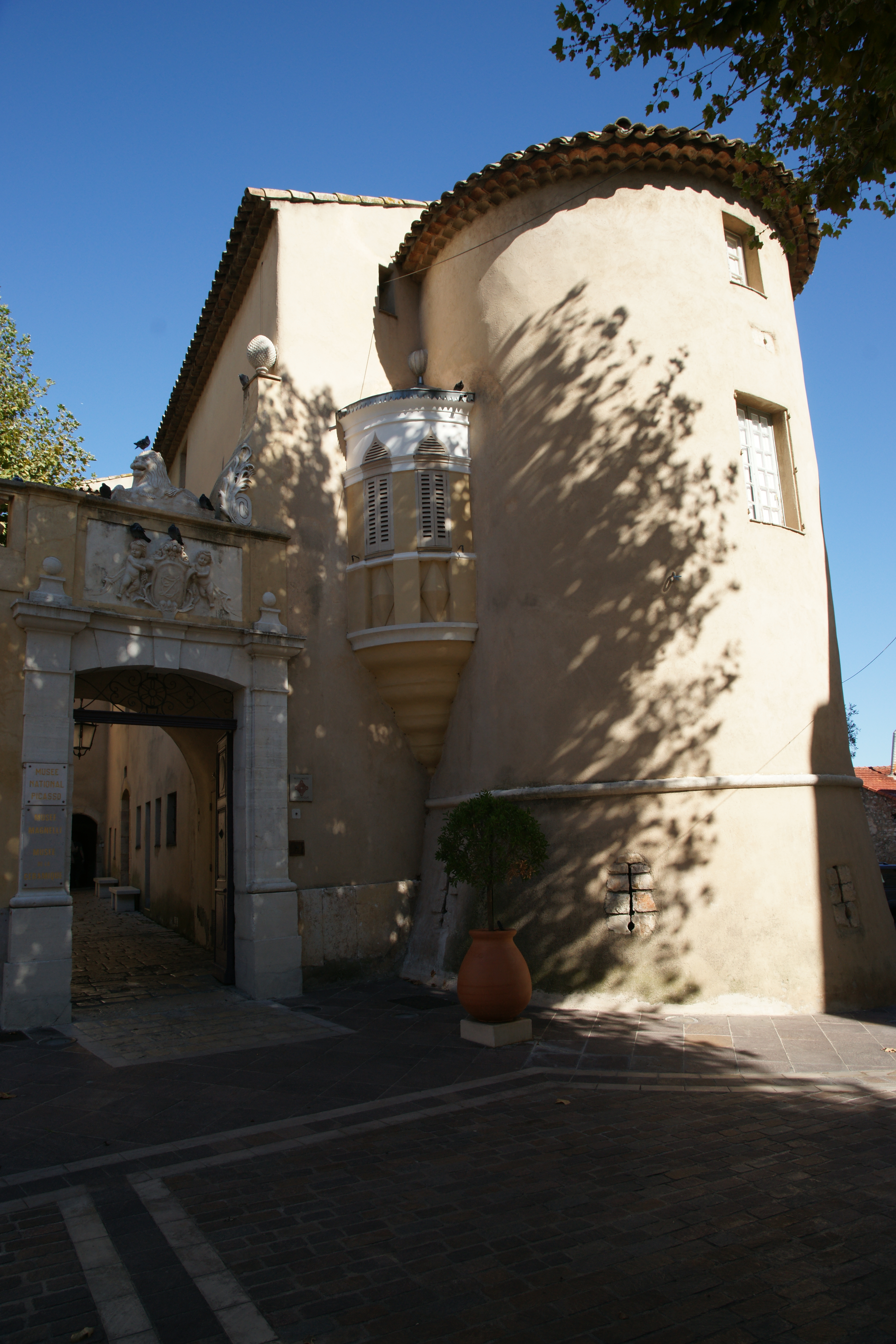
Musée Picasso de Vallauris

Het Musée Picasso de Vallauris bevindt zich in de kapel van Château de Vallauris in Vallauris in de Franse regio Provence-Alpes-Côte d'Azur. Het museum (officieel Musée Picasso La Guerre et La Paix ) maakt deel uit van de Réunion des musées nationaux et du Grand Palais des Champs-Élysées en biedt sinds 1959 onderdak aan twee belangrijke werken van Pablo Picasso: La Guerre en La Paix.
De keus van Picasso voor een op te richten vredestempel viel op een kapel, die van Vallauris (waar hij van 1948 tot 1955 woonde), in een niet te miskennen geestdrift onder kunstenaars voor gewijde kunst, die in de jaren vijftig van de twintigste eeuw een kortstondige heropleving meemaakte:
- Henri Matisse voltooide in 1950 de decoratie van de Chapelle du Rosaire in Vence;
- Marc Chagall nam - evenals Pierre Bonnard, Fernand Léger en Germaine Richier - deel aan de decoratie van een kerk in Passy (Haute-Savoie), de Notre-Dame de Toute Grâce du Plateau d'Assy;
- Marc Chagall startte zijn werk aan het monumentale werk Message Biblique (thans in het Musée nationale Message biblique Marc Chagall in Nice), dat hij oorspronkelijk ook in Vence een plaats had willen geven, en
- Pablo Picasso, die zich bewust was van de diepere symboliek van de plek, liet zich bij de keuze van de kapel verleiden door de strenge ingetogenheid van het bouwwerk. Het historische gebouw droeg ertoe bij dat de fresco's La guerre en La paix, onmiskenbaar verwezen naar de antieke kunst of zelfs rotstekeningen.

## Citaat
Het is erg donker in de kapel en ik zou niet willen dat er wordt verlicht, opdat de bezoekers met kaarsen in de hand langs de muren lopen en dan, zoals in de prehistorische grotten de rotstekeningen werden ontdekt, mijn schilderingen in het kaarslicht, dat over de wand beweegt, waarnemen.— Picasso in een gesprek met Claude Roy